# Федеративное устройство России
Федеративное устройство России — форма государственного устройства России. Федеративное устройство было провозглашено в начале XX века. Составная часть государства в России называется субъектом Российской Федерации или сокращённо субъектом Федерации. Согласно Конституции, принятой в 1993 году, Российская Федерация состоит из равноправных субъектов. Право выхода из федерации не предусмотрено.
|  |                                                    |  |  |                      |  |  |                                 |  |
|  | 24 республики (включая 3 спорные)                  |  |  | 9 краёв              |  |  | 48 областей (включая 2 спорные) |  |
|  | 3 города федерального значения (включая 1 спорный) |  |  | 1 автономная область |  |  | 4 автономных округа             |  |

## История

### Российская Федерация
Россия сохранила федеративное устройство и после провозглашения суверенитета, распада СССР и принятия новой Конституции в 1993 году, также унаследовав территорию от РСФСР.
В 1992 году между федеральным центром и регионами был подписан Федеративный договор о разграничении полномочий.
Конституция России, принятая на всенародном референдуме 12 декабря 1993 года, закрепила новые основы федеративного устройства, провозгласив равноправие субъектов Федерации и разграничение полномочий между органами государственной власти. Этот акт впервые установил фактическое и реальное существование России как федеративного государства. Образовались 89 субъектов.
В середине 1990-х годов государство во многом потеряло управляемость, где не все из субъектов исполняли федеральные законы, отдавая приоритет собственным конституциям или уставам, часто противоречащим самой сущности российской Конституции. Реакцией на эти процессы стала реформа объединившая субъекты федерации в семь федеральных округов.
В результате объединения регионов в 2003—2008 годах их количество уменьшилось до 83. С 2005 по 2011 годы выборы глав субъектов Российской Федерации были заменены процедурой наделения полномочиями.
С 18 марта 2014 года, в результате присоединения Крыма к Российской Федерации субъектов стало 85, хотя провозглашённый Россией суверенитет над Крымом не получил международного признания.
В 2022 году, после присоединения новых субъектов (Донецкой и Луганской Народных Республик, а также Херсонской и Запорожской областей), их количество выросло до 89.

## Права и полномочия субъектов
Федерация устанавливает общие принципы осуществления прав и полномочий субъектов (например, общие принципы организации законодательных (представительных) и исполнительных органов государственной власти субъектов и т. д.), призванные не допустить произвола в осуществлении полномочий и прав.
Субъекты федерации имеют собственные органы исполнительной и законодательной власти и, отчасти, судебной. Мировые судьи назначаются (утверждаются) органами законодательной власти субъекта федерации. Также, субъекты федерации обладают широкими полномочиями по вопросам регулирования деятельности органов местного самоуправления (определение наименования органов представительной власти муниципального образования, вопросы выборов в муниципалитетах, делегирование муниципальным образованиям отдельных полномочий и т. п.)
Субъекты федерации имеют собственную конституцию либо устав, а также собственное законодательство, принимаемое региональными парламентами.
Субъекты имеют по два представителя в Совете Федерации — верхней палате Федерального Собрания Российской Федерации от органов законодательной и исполнительной власти соответственно.

## Равноправие субъектов
Во взаимоотношениях с федеральными органами государственной власти все субъекты федерации между собой равноправны. После вступления в силу Конституции 1993 года Россия стала симметричной федерацией: полномочия республик, краёв, областей, городов федерального значения, автономной области и автономных округов стали одинаковыми (пункт 4 статьи 5, пункт 2 статьи 72, пункт 1 раздела второго). Однако республики, входящие в Россию, имеют право устанавливать свой государственный язык, в отличие от иных субъектов России. Конституция республики, в отличие от уставов иных субъектов федерации, может приниматься на референдуме. В 1992—1993 гг. компетенция республик, краёв, областей, городов федерального значения, автономной области и округов различалась (см. главы 8, 9, 91 Конституции 1978 года), а до этого, в 1918—1992 гг., субъектами Российской Федерации (РСФСР) и вовсе были только национальные образования (республики).

## Запрет выхода из состава Российской Федерации
Действующей Конституцией РФ право одностороннего выхода из состава федерации не предусмотрено.

Российская Федерация обеспечивает целостность и неприкосновенность своей территории— Конституция Российской Федерации, ст. 4 п. 3
В 90-е годы, до федеративной реформы, возможность выхода из состава РФ упоминалась в конституциях некоторых республик — например, Тувы. В 1991 году, в период «парада суверенитетов», Чечня провозгласила свою независимость в одностороннем порядке.
Одни правоведы полагают, что при отсутствии положения в конституции субъекта федерации вопрос о выходе могут ставить только те субъекты, которые представляют форму самоопределения наций, народов.
Другие (профессор кафедры конституционного права ВШЭ Илья Шаблинский), что законодательные основы отделения региона от России на практике имеют второстепенное значение, сила в этом вопросе важнее.